# Giuliano Musio
Giuliano Musio (* 1977 in Burgdorf) ist ein deutschsprachiger Schriftsteller schweizerisch-italienischer Herkunft.

## Leben
Musio studierte Germanistik und Anglistik in Bern und widmete sich daneben dem literarischen Schreiben. 2003 nahm er am Open Mike in Berlin teil, 2005 war er Stipendiat des Literarischen Colloquiums Berlin.
2015 erschien sein Debütroman „Scheinwerfen“, der für die Hotlist der unabhängigen Verlage nominiert war. 2018 wurde die Kolumnensammlung „Das keinzigartige Lexikon“ publiziert. Ein Jahr darauf folgte der zweite Roman „Wirbellos“, für den er mit dem Berner Literaturpreis und dem Kurt-Marti-Preis ausgezeichnet wurde. 2019 schrieb er im Auftrag des Berner Kammerorchesters eine neue Textfassung zu Beethovens Egmont, die inzwischen von weiteren Orchestern in der Schweiz und in Deutschland ins Programm genommen wurde.
Neben dem Schreiben ist Musio als Korrektor bei der Neuen Zürcher Zeitung tätig.

## Auszeichnungen
- 2020 Literaturpreis des Kantons Bern für „Wirbellos“
- 2020 Kurt-Marti-Preis 2020 für „Wirbellos“[2]
- 2022 „Weiterschreiben“ der Stadt Bern[3]

## Werke
- Scheinwerfen. Luftschacht Verlag, Wien 2015.
- mit Manuel Kämpfer (Illustrationen): Keinzigartiges Lexikon. Edition taberna kritika, Bern 2018.
- Wirbellos. Luftschacht Verlag, Wien, 2019.
- Da ist ein Riss. Begleittext zu Beethovens »Egmont«. Edition taberna kritika, Bern 2025.